# Марко Бароні
Марко Бароні (італ. Marco Baroni, нар. 11 вересня 1963, Флоренція) — італійський футболіст, що грав на позиції захисника. По завершенні ігрової кар'єри — тренер. З 2016 року очолював тренерський штаб команди «Беневенто», яка 2017 року під його керівництвом уперше у своїй історії здобула право виступів в елітній Серії A.
З 2021 року тренує «Лечче».
Виступав, зокрема, за клуб «Наполі», а також молодіжну збірну Італії.
Чемпіон Італії. Володар Суперкубка Італії з футболу.

## Клубна кар'єра
Вихованець футбольної школи клубу «Фіорентина». Дорослу футбольну кар'єру розпочав 1981 року в основній команді того ж клубу, в якій провів лише одну гру чемпіонату.
Згодом з 1982 по 1989 рік грав у складі команд клубів «Монца», «Падова», «Удінезе», «Рома» та «Лечче».
Своєю грою за останню команду привернув увагу представників тренерського штабу клубу «Наполі», до складу якого приєднався 1989 року. Відіграв за неаполітанську команду наступні два сезони своєї ігрової кар'єри. Більшість часу, проведеного у складі «Наполі», був основним гравцем захисту команди. За результатами свого першого сезону в неапольській команді виборов титул чемпіона Італії та став володарем Суперкубка Італії з футболу.
Протягом 1991—1998 років захищав кольори клубів «Болонья», «Поджібонсі», «Анкона» та «Верона».
Завершив професійну ігрову кар'єру у клубі «Рондінелла», за команду якого виступав протягом 1998—2000 років, перший сезон в аматорському дивізіоні, а другий — у найнижчій професійній Серії С2.

## Виступи за збірну
Протягом 1985—1990 років залучався до складу молодіжної збірної Італії. На молодіжному рівні зіграв у 16 офіційних матчах. Був учасником молодіжного Євро-1986, на якому італійці лише у серії післямачтевих пенальті поступилися у фінальній грі проти іспанців і посіли друге місце.

## Кар'єра тренера
Розпочав тренерську кар'єру відразу ж по завершенні кар'єри гравця, 2000 року, очоливши тренерський штаб своєї останньої команди «Рондінелла», де пропрацював з 2000 по 2001 рік, посівши 8 місце у Серії С2.
З 2001 по 2007 рік працював головним тренером нижчолігових «Монтеваркі», «Каррарезе», «Зюйдтіроля» та «Анкони».
2007 року очолив команду дублерів «Сієна», з якою працював до 2010. У 2009 протягом чотирьох турів Серії A виконував обов'язки головного тренера основної команди «Сієни».
2010 року очолював тренерський штаб «Кремонезе», після чого став головним тренером молодіжної команди «Ювентуса». Протягом двох років роботи Бароні з молоддю туринського клубу ця команда була серед найкращих молодіжних клубних команд Італії — 2012 року стала переможцем Турніру Віареджо, а наступного року виборола Кубок Італії серед молодіжних команд.
2013 року повернувся до роботи із дорослими командами, по одному сезону пропрацював з командами Серії В «Віртус Ланчано», «Пескара» та «Новара». Причому з двома останніми виборював право виступів у плей-оф за право підвищення у класі до Серії A, щоправда в обох випадках його команди поступалися у цьому змаганні.
Проте вже ці своєю новою командою, «Беневенто», яка лишень уперше пробилася Серії B і яку Бароні прийняв у 2016 році, тренерові відразу вдалося не лише вивести команду до плей-оф за право виступів у найвищому дивізіоні, але й успішно подолати цей турнір і здобути для «Беневенто» можливість дебютувати в сезоні 2017/18 у змаганні із найсильнішими італійськими клубами. Проте в Серії A новачок не зміг нав'язати боротьбу найкращим італійським командам, і 23 жовтня 2017 Бароні було звільнено після десятьох поразок «Беневенто» поспіль (дев'ять у чемпіонаті і одна в розіграші Кубка Італії).
Згодом тренував «Фрозіноне», на той час представника найвищого дивізіону, а також друголігові «Кремонезе» та «Реджину».
2021 року став гравцем «Лечче», який під його керівництвом за результатами сезону 2021/22 пробився до найвищого футбольного дивізіону Італії.

## Досягнення

### Як гравця
- Чемпіон Італії:

«Наполі»: 1989–1990
- Володар Суперкубка Італії з футболу:

«Наполі»: 1990